# Campagne de la Loire
 (signalé en mai 2025).
Si vous disposez d'ouvrages ou d'articles de référence ou si vous connaissez des sites web de qualité traitant du thème abordé ici, merci de compléter l'article en donnant les références utiles à sa vérifiabilité et en les liant à la section « Notes et références ».
- Archive Wikiwix
- Bing
- Cairn
- DuckDuckGo
- E. Universalis
- Gallica
- Google
- G. Books
- G. News
- G. Scholar
- Persée
- Qwant
- (zh) Baidu
- (ru) Yandex
- (wd) trouver des œuvres sur Wikidata

Guerre de Cent Ans
Batailles
La campagne de la Loire fut lancée par Jeanne d'Arc au début de l'année 1429 pendant la guerre de Cent Ans. Cette campagne militaire permet à la France d'écarter toute présence militaire anglaise le long de la Loire.

## Campagne

### Siège d'Orléans (12 octobre 1428 - 8 mai 1429)
Jean de Lancastre, régent d'Angleterre, ordonne à John Talbot d'assiéger Orléans avec ses compagnons, les comtes de Suffolk et de Salisbury. Les Anglais sont proches de la victoire. Cependant, Jeanne d'Arc conduit une série de contre-attaques. Jeanne, aidée par Gilles de Rais, Jean de Dunois, et Jean de Brosse, attaque les positions des Anglais, qui doivent battre en retraite et lever le siège d'Orléans. 

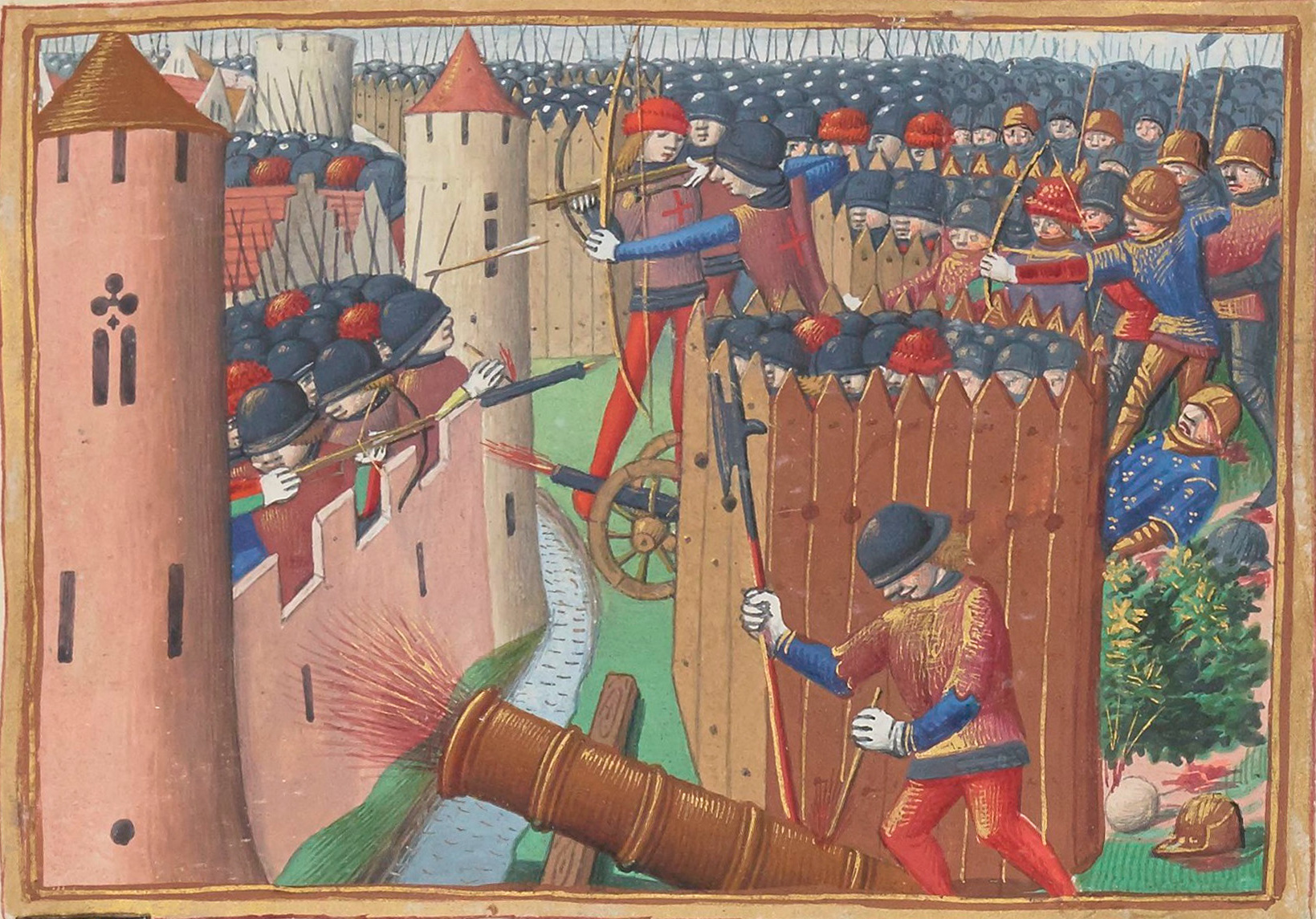
Les Anglais s'attaquent aux positions de Jeanne d'Arc lors du siège d'Orléans.

### La bataille de Jargeau (10-12 juin 1429)
Puis, Jeanne et Jean II d'Alençon marchent en direction de Jargeau, alors tenue par le comte de Suffolk. Les Anglais ne peuvent aligner que 700 hommes face aux 1 200 soldats sous les ordres de Jeanne. La bataille commence lorsque les Français lancent l'assaut sur les faubourgs de la ville. Les Anglais doivent abandonner les murailles de la ville mais les Français cessent le combat. Jeanne d'Arc s'empare de son étendard pour rallier ses compagnons. À la tombée de la nuit, les Français se retirent dans les faubourgs. Les Anglais réorganisent quant à eux leurs défenses.
Le lendemain matin, Jeanne appelle les Anglais à se rendre, ce qu'ils refusent. Les Français procèdent alors à un puissant bombardement sur la ville, en utilisant leur artillerie dont les canons et engins de siège. Une des tours de la ville est prise rapidement. Suffolk entame alors des négociations avec un capitaine français, La Hire, en vue de capituler. Ce non-respect du protocole mécontente le commandement français.
Jeanne d'Arc conduit elle-même un assaut contre les murailles et manque d'être tuée lorsqu'un projectile vient se briser sur son heaume alors qu'elle escalade les remparts. Les Anglais subissent de lourdes pertes, sans doute 300 à 400 morts. Suffolk est fait prisonnier par les Français, dont les pertes semblent avoir été très légères. Jeanne et son armée partent peu après pour Meung-sur-Loire, où elle souhaite attaquer la garnison anglaise.

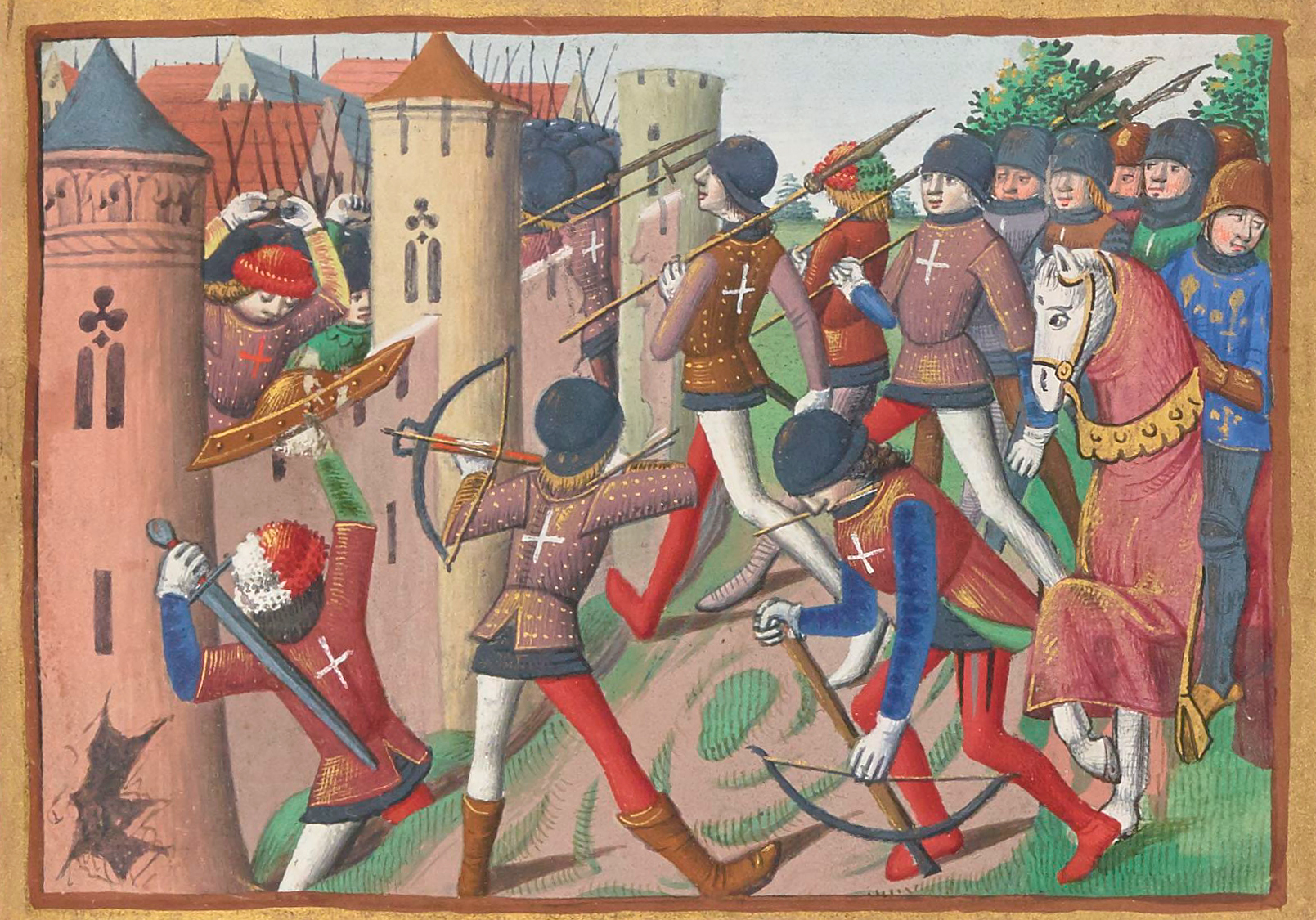
Les Anglais sont fauchés par des flèches lors de la bataille de Jargeau.

### La bataille de Meung-sur-Loire (15 juin 1429)
Arrivée à Meung-sur-Loire, Jeanne lance immédiatement son attaque. Les Anglais ont organisé leurs défenses en trois points stratégiques : les murailles de la ville, une fortification sur le pont menant à la ville et le grand château situé à l'extérieur de Meung-sur-Loire. Le château sert de base de commandement à John Talbot et à son second Thomas de Scales.
Jeanne d'Arc et le duc d'Alençon ont sous leurs ordres 6 000 à 7 000 hommes et sont accompagnés de Dunois, de Gilles de Rais, de Jean Poton de Xaintrailles et de La Hire. Les Anglais sont bien moins nombreux. Les Français contournent le château et la ville et conduisent une attaque frontale sur le pont, dont ils s'emparent en une journée. Les Anglais ne peuvent désormais conduire leurs opérations au sud de la Loire. Jeanne laisse une garnison à Meung-sur-Loire et repart.

### La bataille de Beaugency (16 et 17 juin 1429)

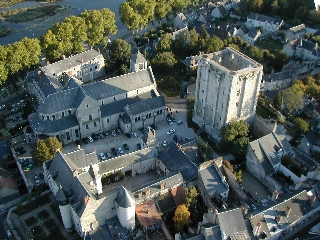
Le château de Beaugency de nos jours.

Poursuivant sa campagne, Jeanne s'attaque ensuite à Beaugency. Suivie de son allié Alençon et de ses compagnons d'armes, elle décide de prendre en tenailles John Talbot, qui l'a précédé de quelques heures seulement après la capitulation de Meung-sur-Loire. Rompant avec la tradition militaire, l'armée française conduit l'assaut sur la ville de Beaugency le 16 juin, sans attendre que le château de Meung-sur-Loire ne capitule.
Contrairement à Meung-sur-Loire, l'armée anglaise est cette fois concentrée à l'intérieur de la ville. Le premier jour du combat, les Anglais abandonnent la ville et se retranchent dans la citadelle. Les Français bombardent alors le château. Le soir même, le connétable Arthur de Richemont arrive avec des renforts et vient gonfler l'armée française.
En entendant l'arrivée d'une armée anglaise de secours depuis Paris sous les ordres de John Fastolf, le duc d'Alençon négocie la reddition anglaise et offre aux Anglais un sauf-conduit hors de Beaugency. La bataille de Patay qui suit avec l'armée anglaise a lieu en terrain découvert le 18 juin.

### La bataille de Patay (18 juin 1429)

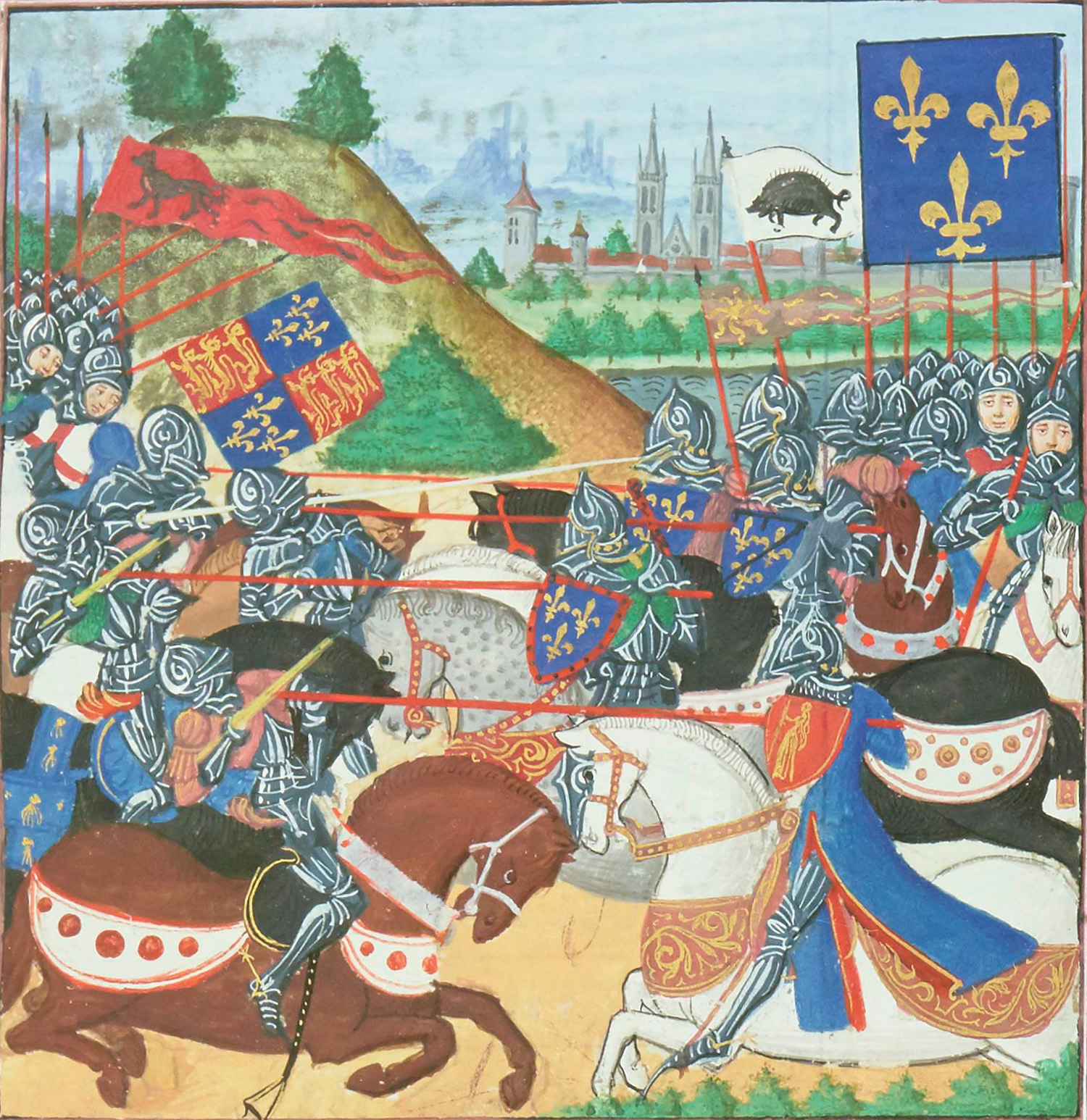
Les Français et les Anglais joutant pendant la bataille. En réalité, la cavalerie anglaise ne s'est pas battue à Patay.

En apprenant la défaite d'Orléans, John Fastolf part de Paris pour venir secourir les forteresses anglaises le long de la Loire. La veille de son arrivée, les Français avaient saisi trois ponts sur la Loire et venaient de s'emparer de Beaugency. Conscients qu'ils ne pourraient pas vaincre une armée anglaise bien préparée à livrer bataille, ils essaient de la surprendre afin de lancer une attaque surprise mais ne parviennent pas à la localiser.
Les Anglais sont rejoints par les défenseurs de Meung-sur-Loire, où le château est toujours entre leurs mains. Des soldats battant en retraite de Beaugency arrivent à temps auprès de Fastolf. Les Anglais excellaient à ce moment-là lors des batailles rangées. Ils s'installent donc près du village de Patay et attendent l'armée française. Fastolf, Talbot et Scales se partagent le commandement de l'armée anglaise.
La tactique anglaise est de planter des pieux dans le sol afin d'empêcher une charge de la cavalerie adverse. Ceci permettait aux archers anglais de cribler leurs adversaires de flèches et de ralentir leur attaque. Les archers révèlent cependant par inadvertance leurs positions lorsqu'ils s'attaquent à un cerf en prononçant des cris de chasses, ce qui facilite leur localisation par les éclaireurs français. 
En apprenant cela, La Hire et Xaintrailles rassemblent 1 500 hommes sous leurs ordres, composés de cavaliers et de fantassins bien armés. L’avant-garde française attaque alors les Anglais. La bataille se transforme rapidement en déroute pour l'armée anglaise, sa cavalerie désertant sans combattre alors que les fantassins sont taillés en pièces. Les archers ne sont pas prêts à combattre les chevaliers français, qui les attaquent frontalement et les massacrent. Pour une fois, la tactique de la cavalerie française avait porté ses fruits de manière décisive.
Le capitaine Jean Dagneau capture le général John Talbot. Après ce fait d'armes, Dagneau est anobli en mars 1438 par le roi Charles VII.

## Conséquences
Jeanne d'Arc avait remporté à chaque bataille contre les Anglais une victoire décisive. La campagne française expulsa ainsi les Anglais de la Loire et mis en déroute Fastolf, qui retourna en catastrophe à Paris. Les Français avaient enfin réussi à battre les Anglais depuis le désastre d'Azincourt en 1415. Jeanne fut grandement remerciée pour son succès et elle repartit peu après en direction de Reims.